# Giovanni Zanardini
Giovanni Antonio Maria Zanardini (Venezia, 12 giugno 1804 – 24 aprile 1878) è stato un medico e botanico italiano che si specializzò nel campo dell'algologia.

## Biografia
Zanardini conseguì la laurea in Medicina nel 1831 presso l'Università di Padova e, tre anni dopo, la laurea in Chirurgia e Ostetricia presso l'Università di Pavia.
Nel corso della sua carriera, lavorò come medico a Padova e a Venezia.
Per un certo tempo, tenne il ruolo di segretario dell'Istituto Veneto di Scienze e Lettere.
Il 21 novembre 1841 divenne Socio dell'Accademia delle Scienze di Torino.

## Onorificenze
Il genere di alghe Zanardinia è stato così chiamato in suo onore, così come sono state denominate specie con l'epiteto zanardinii.

## Opere principali
- Algae and related subjects - collected works, 1839.
- Notizie intorno alle cellulari marine delle lagune e de'litorali di Venezia, 1847.
- Prospetto della flora Veneta, 1847.
- Plantarum in Mari Rubro hucusque collectarum enumerato (Juvante A. Figari), 1858.
- Iconographia phycologica Adiratica : ossia, scelta di ficee nuove o più rare del Mare Adriatico, 1860.
- Iconographia phycologica mediterraneoadriatica ossia Scelta di ficee nuove o più rare dei mari mediterraneo ed adriatico, 1871.
- Phycearum Indicarum pugillus, 1872[4][5].